# Bastaträsket (Råneå socken, Norrbotten)
Bastaträsket är en sjö i Luleå kommun i Norrbotten och ingår i Råneälvens huvudavrinningsområde. Sjön har en area på 0,0629 kvadratkilometer och ligger 73,7 meter över havet.

## Delavrinningsområde
Bastaträsket ingår i det delavrinningsområde (733454-179175) som SMHI kallar för Utloppet av Yttre-Fällträsket. Medelhöjden är 60 meter över havet och ytan är 33,38 kvadratkilometer. Räknas de 10 avrinningsområdena uppströms in blir den ackumulerade arean 156,49 kvadratkilometer. Bjurån som avvattnar avrinningsområdet har biflödesordning 2, vilket innebär att vattnet flödar genom totalt 2 vattendrag innan det når havet efter 27 kilometer. Avrinningsområdet består mestadels av skog (75 procent). Avrinningsområdet har 2,5 kvadratkilometer vattenytor vilket ger det en sjöprocent på 7,5 procent.